# Tagaytay
Thành phố Tagaytay là thành phố ở tỉnh Batangas/Cavite, Philippines.

## Các barangay

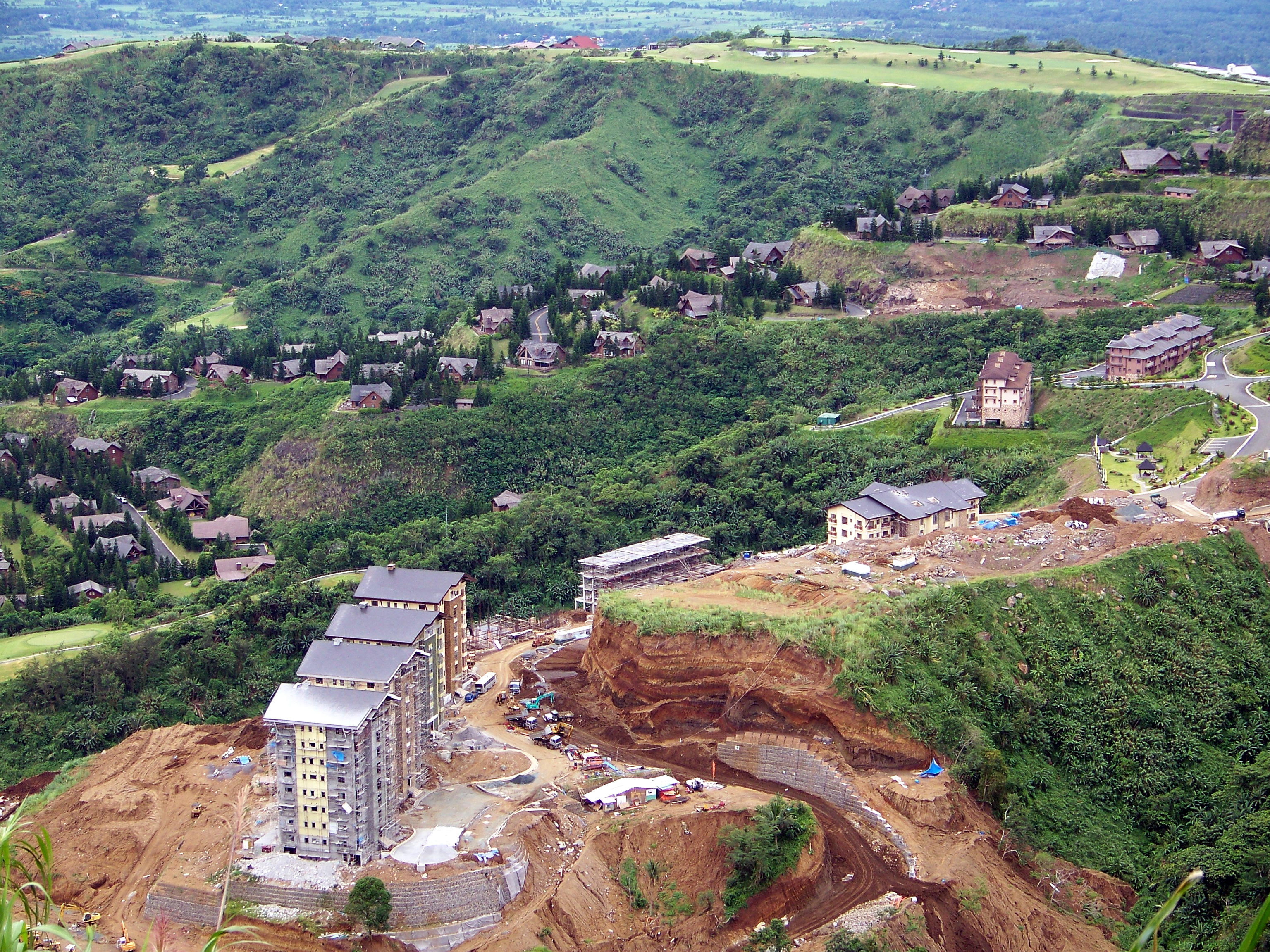
Thành phố Tagaytay

Thành phố Tagaytay được chia ra thành 34 barangay.
| - Asisan - Bagong Tubig - Calabuso (Calabuso South & North) - Dapdap East - Dapdap West - Francisco (San Francisco) - Guinhawa North - Guinhawa South - Iruhin East - Iruhin South - Iruhin West - Kaybagal East | - Kaybagal North - Kaybagal South (Pob.) - Mag-Asawang Ilat - Maharlika East - Maharlika West - Maitim 2nd East - Maitim 2nd West - Mendez Crossing East - Mendez Crossing West - Neogan | - Patutong Malaki North - Patutong Malaki South - Sambong - San Jose - Silang Junction North - Silang Junction South - Sungay East - Sungay West - Tolentino East - Tolentino West - Zambal |